# Cantó de Verdun-Centre
El cantó de Verdun-Centre és un cantó francès del departament del Mosa, situat al districte de Verdun. Té 2 municipis i part del de Verdun.

## Municipis
- Belleray
- Dugny-sur-Meuse
- Verdun (part)

## Història
| Data d'elecció                           | Identitat           | Partit           | Qualitat |
| ---------------------------------------- | ------------------- | ---------------- | -------- |
| 1982-1999                                | Pierre Méchin       | PS, després MDC  |          |
| 1999-2001                                | Lucette Lamousse    | MDC              |          |
| 2001-                                    | Claudine Becq-Vinci | RPR, després UMP |          |
| les dades anteriors no són pas conegudes |                     |                  |          |